# Экспедиция «Челленджера»

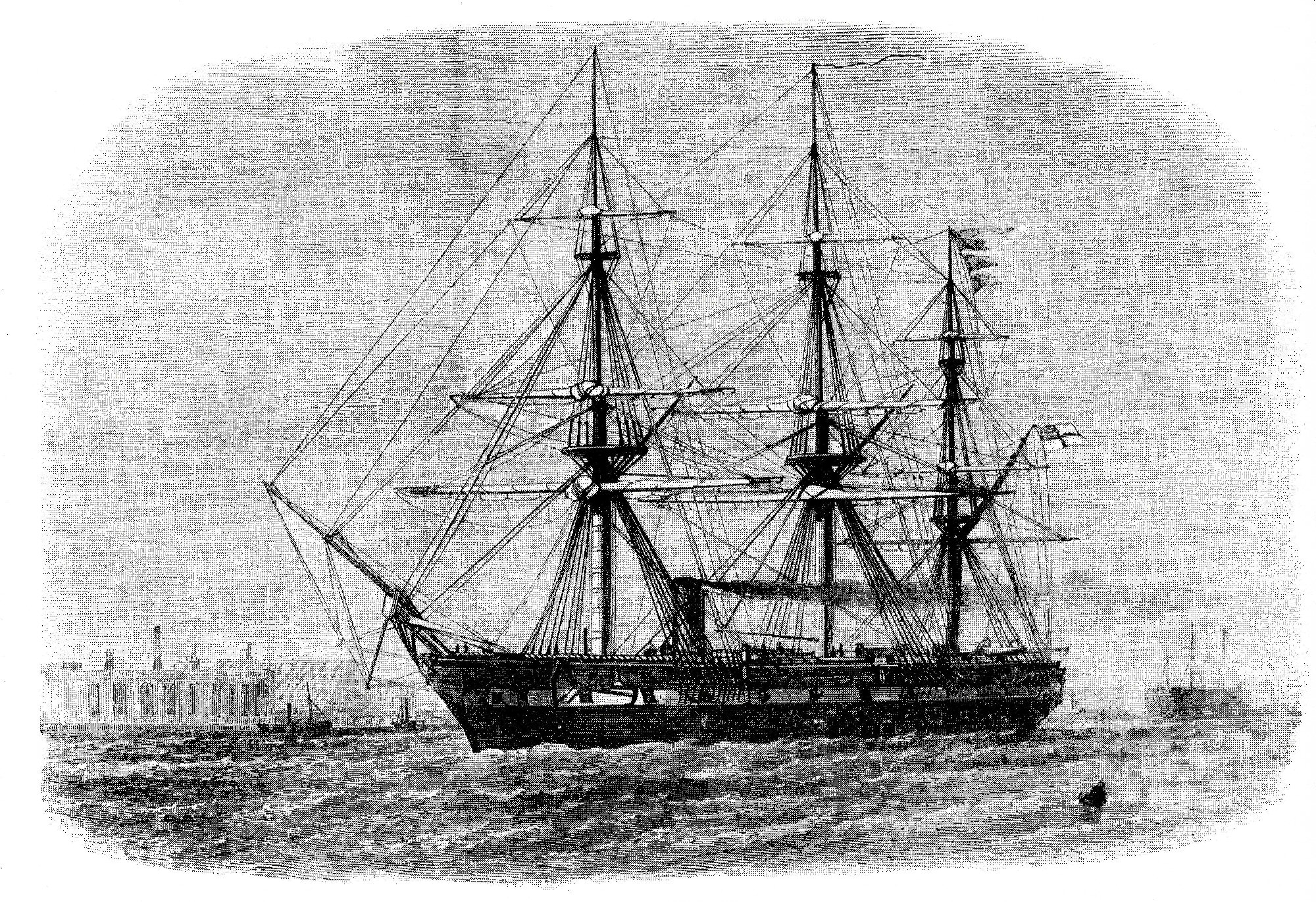
Изображение судна

Экспедиция «Челленджера» — научная экспедиция на парусно-паровом корвете «Челленджер», которая длилась с 1872 по 1876 год и принесла множество открытий, послуживших основой океанографии.
Идея экспедиции принадлежала шотландскому биологу Эдинбургского университета Чарльзу Уайвиллу Томсону. Королевский военно-морской флот предоставил Королевскому научному обществу судно «Челленджер», которое было переоборудовано в 1872 году для научных целей: судно оснастили биологическими и химическими лабораториями, лебёдками, средствами для измерения глубин, взятия проб грунта и воды, определения температуры воды.
Судно под командованием капитана Джорджа Нэрса вышло из Портсмута 21 декабря 1872 года. Путь, пройденный экспедицией «Челленджера», составлял около 70 тыс. морских миль, на протяжении которых экипаж занимался научными изысканиями. Итоги путешествия были подготовлены офисом экспедиции в Эдинбурге и изложены в отчёте «Report of The Scientific Results of the Exploring Voyage of H.M.S. Challenger during the years 1873—76», где, среди других открытий, было описано свыше 4000 новых видов (например, Metasepia pfefferi). Джон Мюррей, руководящий публикацией работы, описал её как «самый большой прогресс в знаниях о нашей планете со времён знаменитых открытий XV—XVI веков». В ходе экспедиции была опровергнута теория Томаса Хаксли о существовании батибиуса. Работа экспедиции считается положило начало систематизации в новой на тот период науке — океанографии.
«Челленджер» возвратился в Спитхед (Хэмпшир) 24 мая 1876 года, проведя в море три с половиной года. За это время было выполнено 492 промера глубины, 362 измерения температуры воды, взято 133 пробы грунта и произведено 151 траление. Копии письменных отчётов экспедиции «Челленджера» хранятся в нескольких британских морских учреждениях, включая Национальный центр океанографии в Саутгемптоне и Dove Marine Laboratory в Тайн и Уире.
В честь судна «Челленджер» впоследствии был назван космический челнок.